# Batterivärmeväxlare
Batterivärmeväxlare är en typ av värmeväxlare som används i ventilationsanläggningar för hus, framför allt i större byggnader som kontorshus och industribyggnader, för att återvinna värme ur frånluften.
Ett batteri är i detta sammanhang ett system av rör för vätska och kanaler för luft som är konstruerat så att värme från det ena mediet lätt kan överföras till det andra. Kylaren på en bil är ett exempel på ett sådant batteri, där värmen från kylarvattnet överförs till luften för att sedan kunna vädras bort.
I en batterivärmeväxlare används två batterier. Det ena sitter i frånluftskanalen för att fånga upp värmen i inomhusluften innan den släpps ut i det fria. Det andra batteriet sitter i tilluftskanalen för att värma upp ny luft med den återvunna värmen innan luften släpps in i lokalerna. Värmen transporteras mellan batterierna i en vattenkrets där vattnet värms av batteriet i frånluften, drivs fram med en pump till batteriet i tilluften och avger sin värme där innan det åter leds till frånluftsbatteriet. Vattnet kan vara blandat med fryspunktssänkande medel för att förhindra frostsprängning i tilluftsbatteriet när det är kallt ute.
Verkningsgraden på värmeöverföringen är relativt hög, dock inte så hög som hos en roterande värmeväxlare. I allmänhet ligger den kring 60 %. En reglerutrustning kan vid behov sänka verkningsgraden genom att påverka en shuntventil i vattenkretsen. Eftersom frånluften innehåller mycket fukt från människor och annan avdunstning inomhus, finns risk för frostbildning i batteriet om värmeväxlaren sänker frånluftens temperatur under 0 °C. Detta kan inträffa vid hög verkningsgrad när uteluften är tillräckligt kall.
Batterivärmeväxlaren överför inte fukt eller föroreningar eftersom det inte förekommer någon direktkontakt mellan till- och frånluften. Denna indirekta värmeöverföring kan vara en fördel dels ur hygienisk synpunkt, dels genom att till- och frånluftskanalerna inte behöver passera samma utrymme – de kan lika gärna sitta i var sin ända av byggnaden.